# Stanisław Siczek

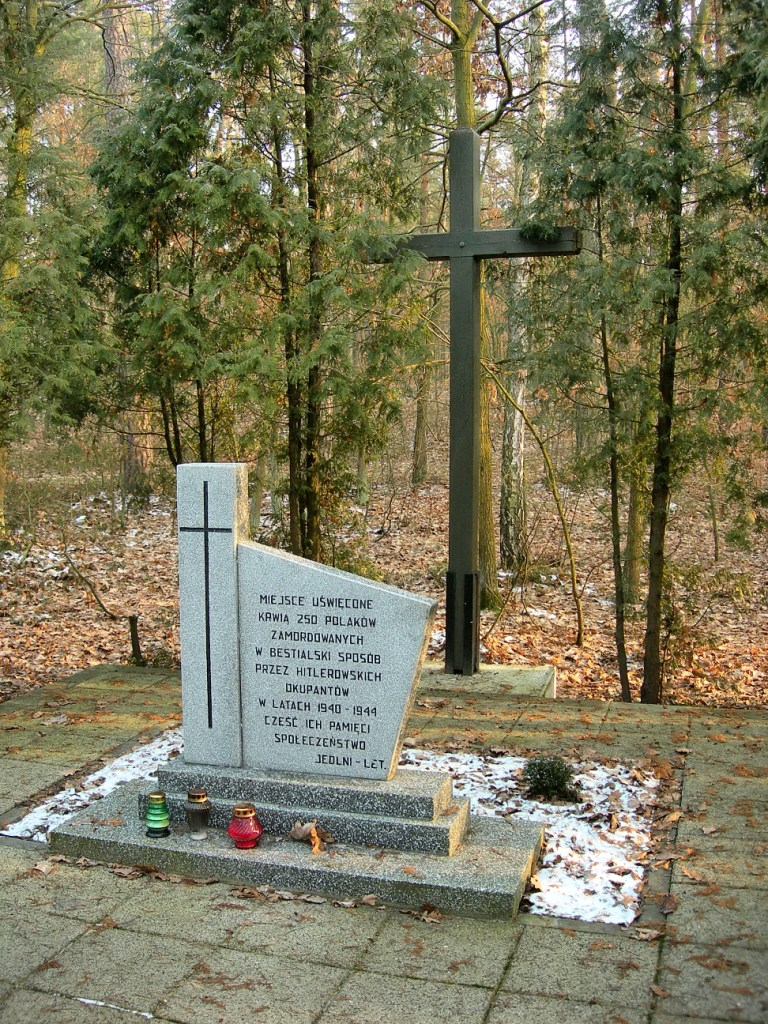
Mogiła Polaków rozstrzelanych w Kolonce – świadkiem tych egzekucji był Stanisław Siczek

Stanisław Siczek ps. „Jeleń” (ur. 17 lutego 1914 w Hucie k. Radomia, zm. 9 października 1978 w Reptach Śląskich, obecnie dzielnica Tarnowskich Gór) – podoficer Wojska Polskiego II RP, żołnierz Związku Walki Zbrojnej oraz Armii Krajowej. Zastępca dowódcy podobwodu Kolonka ZWZ-AK w Puszczy Kozienickiej (Obwód Kozienice Inspektoratu Radom Okręgu Radomsko-Kieleckiego „Jodła”).

## Młodość
Syn Adama Siczka i Wiktorii z domu Kołodziej. Od 1934 r. absolwent Powszechnej Szkoły Podstawowej w Jedlni. W 1937 r. zdał maturę i ukończył szkołę przemysłu skórzanego w Radomiu, uzyskując tytuł technika chemika-garbarza.
W latach 1937–1938 odbył jednoroczną służbę wojskową, w trakcie której ukończył Dywizyjny Kurs Podchorążych Rezerwy 28 DP przy 15 Pułku Piechoty „Wilków” w Dęblinie i został mianowany do stopnia: plutonowy podchorąży rezerwy (na mocy art. 44 Rozporządzenia Prezydenta RP z dnia 7 października 1932 r. o służbie wojskowej podoficerów i szeregowców).
Od lutego 1938 do 1 września 1939 r. należał do ZMW RP „Wici” we wsi Kieszek. Od 1 kwietnia do 7 września 1939 r. pracował w Państwowej Wytwórni Prochu w Pionkach.

## Okres II wojny światowej
Od 6 października 1939 r. do 15 stycznia 1945 r. należał do ZWZ-AK w Kolonce koło Jedlni. Nosił pseudonim „Jeleń” i pełnił funkcję zastępcy komendanta podobwodu w Kolonce. Dowódcą (komendantem) tegoż podobwodu, czyli bezpośrednim przełożonym weterana był ppor. Jerzy Dąbkowski ps. „Longin” (od lutego do lipca 1945 r. żołnierz wyklęty jako dowódca organizacji pod nazwą Delegatura Sił Zbrojnych).
Podczas działalności konspiracyjnej Stanisław Siczek poznał wielu zasłużonych żołnierzy Obwodu, tj. m.in. Roman Bielawski ps. „Adam”, Józef Pawlak ps.
„Bartosz” vel „Brzoza”, Władysław Molenda ps. „Grab”, a także Bolesław Krakowiak „Bilof”, Jerzy Krynicki, Feliks Szkoła, czy Józef Warchoł ps. „Maciuś”.
Jako pracownik Baudienstu pomagał przy budowie baraków w Siczkach (obóz pracy przymusowej w Siczkach albo obóz szkoleniowy Lager Jedlnia), a w 1942 r. znalazł pracę jako chemika w laboratorium bawełny Wytwórni Prochów w Pionkach.
Na początku 1943 r., w Siczkach, w potyczce z „własowcami”, został zraniony bagnetem w lewe płuco. Przeżył jedynie dzięki natychmiastowej pomocy żony. Przebywał w Szpitalu Miejskim w Radomiu. Był także świadkiem masowych egzekucji w Puszczy Kozienickiej nieopodal gminy Jedlnia Letnisko (okolice na północ od dzisiejszego zalewu w Siczkach).
W październiku 1943 r. podobwód został praktycznie rozbity, ale w sierpniu 1944 r. w ramach akcji „Burza” został reaktywowany jako część 172 Pułku Piechoty AK, powstałego na bazie Obwodu Kozienice ZWZ-AK.

## Lata powojenne
Krótko po zakończeniu wojny wraz z żoną i dziećmi zamieszkał w jednej z pożydowskich kamienic przy ul. 1 Maja (obecnie ul. 25 Czerwca) w Radomiu. Znalazł jeszcze zatrudnienie w kilku zakładach pracy, tj. np. Sanepid, Wojewódzkie Przedsiębiorstwo Handlu Spożywczego, Radomska Wytwórnia Telefonów, Radomska Wytwórnia Farb i Lakierów.
Zmarł 9 października 1978 r. w Górnośląskim Centrum Rehabilitacji (GCR) „Repty” im. gen. Jerzego Ziętka. Został pochowany na cmentarzu parafialnym w Poświętnem, należącym do parafii pw. św. Mikołaja i św. Małgorzaty w Jedlni.